# Nele Wohlatz
Nele Wohlatz (nacida en Hannover, 1982) es una directora de cine, productora y guionista alemana.

## Biografía
Estudió Bellas Artes y Literatura en Braunschweig y, de 2003 a 2009, escenografía, arte multimedia y filosofía en la Universidad de Arte y Diseño de Karlsruhe. Completó sus estudios con la película de fin de carrera Schneeränder, galardonada con el premio al joven talento de la Duisburger Filmwoche. A continuación, participó en el programa de posgrado Laboratorio de Cine de la Universidad Torcuato Di Tella de Buenos Aires. Vivió en Argentina hasta 2019 e imparte clases en diversas universidades e instituciones artísticas de Argentina y Alemania.
Ha codirigido el largometraje Ricardo Bär. Los cortometrajes La mochila perfecta y Tres oraciones sobre la Argentina se realizaron como parte de la película colectiva Archivos intervenidos encargada por el Museo del Cine de Buenos Aires. 
En 2016, su debut cinematográfico El futuro perfecto se estrenó en el Festival de Cine de Locarno. Fue galardonada con el Leopardo de Oro a la mejor ópera prima. Presentó esta película en más de 70 festivales de todo el mundo, entre ellos el Festival de Viena, el Festival de Róterdam, el Festival de Hamburgo, el Festival de Mar del Plata, el AFI Fest del American Film Institute (gran premio del jurado), el Festival Internacional de Documentales de Montreal RIDM y el Museo de Arte Moderno. 
El proyecto Dormir con los ojos abiertos recibió financiación del Fondo Hubert Bals, una beca de la Tabakalera de San Sebastián y fondos de producción del Instituto Brasileño de Cine.
Las películas de Nele Wohlatz se mueven entre la ficción y el documental. Como alemana que no trabaja en el extranjero en su lengua materna, explora formas de comunicación y encuentra sus propias formas narrativas. Sus películas pasan por largos procesos en los que se entrelazan la investigación, los ensayos y el rodaje. Wohlatz trabaja repetidamente con actores aficionados.

## Filmografía
- El futuro perfecto (2016)
- Dormir con los ojos abiertos (2024)